# Parròquia d'Otaņķi
La Parròquia d'Otaņķi (en letó: Otaņķu pagasts) és una unitat administrativa del municipi de Nīca, al sud de Letònia. Abans de la reforma territorial administrativa de l'any 2009 pertanyia al raion de Liepaja.

## Pobles, viles i assentaments
| - Baidzele - Banažgals - Dorupe - Laukgals - Laurciems - Mežgals |  | - Otaņķi - Rude - Rumbasgals - Šķuburi - Upmaļciems |  |

## Hidrografia

### Rius i afluents
- Bārta
- Ķīburu strauts
- Otaņķe

### Llacs
- Part del llac Liepaja